# Буривој
Буривој (рус. Буривой) је први легендарни вођа руске династије Рјурикович, који се помиње у Јоакимовим летописима.
У овим изворима помиње се као потомак кнеза Вандала и његовог сина Владимира у деветој генерацији. Живео је на обали Балтичког мора у близини Илменског језера где се данас налази град Славјанск. На том подручју он је владао локалним словенским становништвом тако успешно да је стекао поштовање викинга с којим је живео у миру. Након смрти Буривоја је наследио његов унук Гостомисл.
Постојећи извори смештају животи и владавину кнеза Буривоја на крај VIII и почетак IX века.